# Matheus Rodrigues
Matheus Rodrigues Cézar da Silva, noto semplicemente come Matheus Rodrigues (San Paolo, 3 ottobre 1996), è un giocatore di calcio a 5 brasiliano.

## Carriera
Rodrigues è un laterale mancino che si distingue per potenza e vena realizzativa. Ha debuttato con il Corinthians nel 2016, vincendo immediatamente la Liga Nacional, mentre nel luglio del 2020 si è trasferito al Barcellona. Rodrigues ha disputato, con la nazionale maschile di calcio a 5 del Brasile, la Copa América 2022, conclusa dai verdeoro al terzo posto.

## Palmarès

### Competizioni nazionali
- Campionato brasiliano: 1
Corinthians: 2016
- Copa do Brasil: 2
Corinthians: 2018, 2019
- Supercoppa brasiliana: 1
Corinthians: 2019
- Campionato spagnolo: 3
Barcellona: 2020-21, 2021-22, 2022-23
- Coppa di Spagna: 2
Barcellona: 2021-22, 2023-24
- Coppa del Re: 2
Barcellona: 2019-20[5], 2022-23
- Supercoppa di Spagna: 2
Barcellona: 2021, 2022

### Competizioni internazionali
- UEFA Champions League: 2
Barcellona: 2019-20[6], 2021-22